# Samuel Heinrich Kunheim
Samuel Heinrich Kunheim, ursprünglich Samuel Hirsch Kunheim, (* 24. Mai 1781 in Zerbst; † 26. August 1848 in Berlin) war ein jüdischer Kaufmann und Unternehmer in Preußen.

## Leben
Samuel Hirsch Kunheim entstammte einer jüdischen Familie, die aus dem kleinen Ort Kunheim im Elsass nach Zerbst eingewandert war. Er wurde Kaufmann, heiratete Mariane Lipmann aus Potsdam, mit der er zwei Kinder hatte, den Sohn Louis (* 1808 in Zerbst) und die Tochter Helene (* 1810 in Magdeburg). Er war ab Mai 1810 Bürger von Magdeburg, ging um 1813 nach Berlin, ließ sich als Material- und Spezereiwarenhändler am Molkenmarkt nieder und gründete gemeinsam mit den Kaufleuten August Johann Friedberg, den Brüdern Levin und Samuel Bacher Berend, Itzig Israel Saaling, Louis Philippsborn, Fabian Michaelis und später noch F. W. Uhrlaub die Firma Friedberg, Kunheim et Compagnie, die 1821 wieder aufgelöst wurde. 1814 erhielt er das preußische Naturalisationspatent. Im selben Jahr war er in Ostpreußen für die Verpflegung verschiedener, von der französischen Armee errichteter Lazarette und in ähnlicher Weise im Interesse der gegen Napoleon verbündeten Truppen tätig. In Berlin unterhielt er eine Niederlage in der Wallstraße 7. 
Zusammen mit dem Bankier Samuel Bacher Berend und mit der technischen Unterstützung durch den Chemiker Sigismund Friedrich Hermbstädt gründete er 1826 in Berlin, Molkenmarkt 6, eine Essigfabrik, unter dem Namen S. B. Behrend. Ab 1829 führte er die Firma als S. H. Kunheim allein und betrieb eine Fabrik in der Neuen Königsstraße 30, in die auch sein Sohn, der Chemiker geworden war, eintrat und die bereits 1830 in die Lindenstraße 75 umzog. Zunächst wurden u. a. Beizen für die Textilindustrie hergestellt. Hermbstädt, bei dem Kunheims Sohn Louis Chemie studiert hatte, hatte für Kunheim zunächst eine Sodafabrikation eingerichtet, die sich eng an die Gewinnung von Holzessig und die Herstellung von Essigsäure anlehnte.
1835 wurde sein Sohn Teilhaber der nun als Kunheim & Comp. firmierenden Fabrik, die in die Lindenstraße 14 zog. Zugleich erwarb Kunheim ein Grundstück nahe dem Kreuzberg (Bergmannstr. 2, später 25–32) und errichtete dort bis 1841 eine neue Fabrik, als chemische Produktenfabrik Kunheim & Comp. bezeichnet. Gemeinsam mit Carl Wagenmann, einem früheren Apotheker, der 1835 als Teilhaber eingetreten war und 1841 wieder ausschied, führte er das Schüzenbach-Verfahren ein und wurde damit der erste Schnellessigfabrikant in Berlin.
1845 zog er sich aus dem Betrieb ins Privatleben zurück. Sein Sohn führte die Firma weiter und wurde 1848 alleiniger Besitzer.

## Mitgliedschaften
Von 1827 bis 1841 war er Mitglied im Verein zur Beförderung des Gewerbefleißes in Preußen.